# Riconoscimenti accessori al campionato mondiale maschile under 20 di calcio
Al termine di ogni edizione del campionato mondiale di calcio Under-20 vengono Castegnato 
alcuni premi ai migliori calciatori e squadre a seconda di specifiche categorie.
Attualmente sono previsti quattro premi:
- Pallone d'oro per il miglior giocatore del torneo, assegnato da membri dei media a seguito di una votazione. Vengono assegnati anche il Pallone d'argento e il Pallone di bronzo al secondo e terzo classificato.
- Scarpa d'oro per il miglior marcatore. Vengono assegnate anche la Scarpa d'argento e la Scarpa di bronzo al secondo e terzo classificato.
- Guanto d'oro per il miglior portiere. Viene assegnato dal 2009.
- Premio FIFA Fair Play per la squadra più corretta.

## Pallone d'oro
Il Pallone d'oro (Pallone d'oro adidas per ragioni di sponsorizzazione, in inglese adidas Golden Ball) viene assegnato al miglior giocatore di ogni edizione della Coppa del Mondo Under-20. Il comitato tecnico della FIFA stila una corta lista di candidati dove dei rappresentanti dei media voteranno il vincitore. Il secondo e terzo classificato in base al numero di voti ricevono rispettivamente il Pallone d'argento e il Pallone di bronzo.
| Edizione                 | Pallone d'oro          | Pallone d'argento   | Pallone di bronzo       |
| ------------------------ | ---------------------- | ------------------- | ----------------------- |
| Tunisia 1977             | Volodymyr Bezsonov     | Júnior Brasília     | Cléber                  |
| Giappone 1979            | Diego Armando Maradona | Romerito            | Ramón Díaz              |
| Australia 1981           | Romulus Gabor          | Michael Zorc        | Roland Wohlfarth        |
| Messico 1983             | Geovani                | Roberto Zárate      | Luis Islas              |
| URSS 1985                | Paulo Silas            | Gérson              | Juan Carlos Unzué       |
| Cile 1987                | Robert Prosinečki      | Zvonimir Boban      | Marcel Witeczek         |
| Arabia Saudita 1989      | Bismarck               | Kasey Keller        | Christopher Nwosu       |
| Portogallo 1991          | Emílio Peixe           | Élber               | Paulo Torres            |
| Australia 1993           | Adriano                |                     |                         |
| Qatar 1995               | Caio                   | Dani                | Joaquín Irigoytia       |
| Malesia 1997             | Nicolás Olivera        | Marcelo Zalayeta    | Pablo Aimar             |
| Nigeria 1999             | Seydou Keita           | Pius Ikedia         | Pablo Couñago           |
| Argentina 2001           | Javier Saviola         | Andrés D'Alessandro | Djibril Cissé           |
| Emirati Arabi Uniti 2003 | Ismail Matar           | Dudu Cearense       | Daniel Alves            |
| Paesi Bassi 2005         | Lionel Messi           | Mikel John Obi      | Taye Taiwo              |
| Canada 2007              | Sergio Agüero          | Maximiliano Moralez | Giovani dos Santos      |
| Egitto 2009              | Dominic Adiyiah        | Alex Teixeira       | Giuliano                |
| Colombia 2011            | Henrique               | Nélson Oliveira     | Jorge Enríquez          |
| Turchia 2013             | Paul Pogba             | Nicolás López       | Clifford Aboagye        |
| Nuova Zelanda 2015       | Adama Traoré           | Danilo              | Sergej Milinković-Savić |
| Corea del Sud 2017       | Dominic Solanke        | Federico Valverde   | Yangel Herrera          |
| Polonia 2019             | Lee Kang-in            | Serhiy Buletsa      | Gonzalo Plata           |
| Argentina 2023           | Cesare Casadei         | Alan Matturro       | Lee Seungwon            |

## Scarpa d'oro
La Scarpa d'oro (Scarpa d'oro adidas per ragioni di sponsorizzazione, in inglese adidas Golden Boot dal 2011 e adidas Golden Shoe fino al 2009) viene assegnata al miglior marcatore di ogni fase finale dei Mondiali Under-20.
Nel caso in cui due o più giocatori segnino lo stesso numero di gol la classifica viene stilata prendendo in considerazione il numero di assist realizzati. In caso di ulteriore pareggio vengono considerato il minor numero di minuti giocati.
Il secondo e terzo classificato ricevono rispettivamente la Scarpa d'argento e la Scarpa di bronzo.
| Edizione                 | Scarpa d'oro      | Gol | Scarpa d'argento       | Gol | Scarpa di bronzo            | Gol |
| ------------------------ | ----------------- | --- | ---------------------- | --- | --------------------------- | --- |
| Tunisia 1977             | Guina             | 4   | Hussein Saeed          | 3   | Luis Placencia              | 3   |
| Giappone 1979            | Ramón Díaz        | 8   | Diego Armando Maradona | 6   | Andrzej Pałasz              | 5   |
| Australia 1981           | Mark Koussas      | 4   | Taher Abouzaid         | 4   | Ralf Loose Roland Wohlfarth | 4   |
| Messico 1983             | Geovani           | 6   | Joachim Klemenz        | 5   | Jorge Gabrich               | 4   |
| URSS 1985                | Sebastián Losada  | 3   | Fernando               | 3   | Monday Odiaka               | 3   |
| Cile 1987                | Marcel Witeczek   | 7   | Davor Šuker            | 6   | Camilo Pino                 | 5   |
| Arabia Saudita 1989      | Oleg Salenko      | 5   | Marcelo Henrique       | 3   | Christopher Ohenhen         | 3   |
| Portogallo 1991          | Serhiy Scherbakov | 5   | Ismael Urzaiz          | 4   | Pedro Pineda                | 4   |
| Australia 1993           | Henry Zambrano    | 3   | Vicente Nieto          | 3   | Chris Faklaris              | 3   |
| Qatar 1995               | Joseba Etxeberria | 7   | Dani                   | 4   | Caio                        | 5   |
| Malesia 1997             | Adaílton          | 10  | David Trezeguet        | 5   | Alex                        | 4   |
| Nigeria 1999             | Pablo Couñago     | 5   | Mahamadou Dissa        | 5   | Taylor Twellman             | 4   |
| Argentina 2001           | Javier Saviola    | 11  | Adriano Djibril Cissé  | 6   |                             |     |
| Emirati Arabi Uniti 2003 | Eddie Johnson     | 4   | Daisuke Sakata         | 4   | Dudu Cearense               | 4   |
| Paesi Bassi 2005         | Lionel Messi      | 6   | Fernando Llorente      | 5   | Oleksandr Alijev            | 5   |
| Canada 2007              | Sergio Agüero     | 6   | Adrián López           | 5   | Maximiliano Moralez         | 4   |
| Egitto 2009              | Dominic Adiyiah   | 8   | Vladimir Koman         | 5   | Aarón Ñíguez                | 4   |
| Colombia 2011            | Henrique          | 5   | Álvaro Vázquez         | 5   | Alexandre Lacazette         | 5   |
| Turchia 2013             | Ebenezer Assifuah | 6   | Bruma                  | 5   | Jesé Rodríguez              | 5   |
| Nuova Zelanda 2015       | Viktor Kovalenko  | 5   | Bence Mervó            | 5   | Marc Stendera               | 4   |
| Corea del Sud 2017       | Riccardo Orsolini | 5   | Josh Sargent           | 4   | Jean-Kévin Augustin         | 4   |
| Polonia 2019             | Erling Håland     | 9   | Danylo Sikan           | 4   | Amadou Sagna                | 4   |
| Argentina 2023           | Cesare Casadei    | 7   | Marcos Leonardo        | 5   | Óscar Cortés                | 4   |

1. 1 2 3  Classifica stabilita in base alla miglior media gol/partita: Mark Koussas primo (0,66), Taher Abouzaid secondo (0,44) e terzi a pari merito Ralf Loose e Roland Wohlfarth (0,33).[25]
2. 1 2 3  Classifica stabilita in base al minor numero di partite giocate e, in caso di ulteriore pareggio, al minor numeri di reti segnate dalla squadra del giocatore:[26] Henry Zambrano 3 partite; Vicente Nieto a Chris Faklaris 4 partite,[27] Messico 6 gol totali e Stati Uniti 8.[28]
3. 1 2  Classifica a punti, 2 punti per il gol, uno per l'assist. Dani ha totalizzato 13 punti, frutto di 4 gol e 5 assist,[29] punteggio maggiore di quello ottenuto da Caio, autore di 5 reti.
4. 1 2  Classifica stabilita in base al maggior numero di assist realizzati: Fernando Llorente 2, Oleksandr Alijev 1.[30]
5. 1 2 3  Classifica stabilita in base al maggior numero di assist realizzati: Henrique 3, Álvaro Vázquez 2, Alexandre Lacazette 1.[31]
6. 1 2  Classifica stabilita in base al maggior numero di assist realizzati: Bruma 2, Jesé 1.[32]
7. ↑  Classifica stabilita in base al maggior numero di assist realizzati: John Sargent 1, Jean-Kévin Augustin 0.[33]

## Guanto d'oro
Il Guanto d'oro (Guanto d'oro adidas per ragioni di sponsorizzazione, in inglese adidas Golden Glove) viene assegnato dal 2009 al miglior portiere di ogni fase finale dei Mondiali Under-20.
| Edizione           | Guanto d'oro           |
| ------------------ | ---------------------- |
| Egitto 2009        | Esteban Alvarado       |
| Colombia 2011      | Mika                   |
| Turchia 2013       | Guillermo de Amores    |
| Nuova Zelanda 2015 | Predrag Rajković       |
| Corea del Sud 2017 | Freddie Woodman        |
| Polonia 2019       | Andrij Lunin           |
| Argentina 2023     | Sebastiano Desplanches |

## Premio FIFA Fair Play
Il Premio FIFA Fair Play (in inglese FIFA Fair Play Award) viene assegnato alla squadra più corretta di ogni fase finale dei Mondiali Under-20 in base ai criteri definiti dal FIFA Fair Play Committee.
| Edizione                 | Premio FIFA Fair Play |
| ------------------------ | --------------------- |
| Tunisia 1977             | Brasile               |
| Giappone 1979            | Polonia               |
| Australia 1981           | Australia             |
| Messico 1983             | Corea del Sud         |
| URSS 1985                | Colombia              |
| Cile 1987                | Germania Ovest        |
| Arabia Saudita 1989      | Stati Uniti           |
| Portogallo 1991          | Unione Sovietica      |
| Australia 1993           | Inghilterra           |
| Qatar 1995               | Giappone              |
| Malesia 1997             | Argentina             |
| Nigeria 1999             | Croazia               |
| Argentina 2001           | Argentina             |
| Emirati Arabi Uniti 2003 | Colombia              |
| Paesi Bassi 2005         | Colombia              |
| Canada 2007              | Giappone              |
| Egitto 2009              | Brasile               |
| Colombia 2011            | Nigeria               |
| Turchia 2013             | Spagna                |
| Nuova Zelanda 2015       | Ucraina               |
| Corea del Sud 2017       | Messico               |
| Polonia 2019             | Giappone              |
| Argentina 2023           | Stati Uniti           |